# 小笠原長清
小笠原 長清（おがさわら ながきよ）は、平安時代末期から鎌倉時代前期の甲斐国の武将。甲斐源氏の一族である加賀美遠光の次男。 信濃守護家小笠原氏初代当主。弓馬術礼法小笠原流の祖と伝えられる。

## 生涯
高倉天皇に滝口武者として仕えた父・遠光の所領のうち、甲斐国巨摩郡小笠原郷（現・山梨県北杜市明野町小笠原）を相続して、元服の折に高倉天皇より小笠原の姓を賜った、と後世の小笠原氏は伝えるが、史料上で確認される、所領由来の小笠原氏を名乗るのは後年のことである。
治承4年（1180年）4月、以仁王が各地の源氏に平家追討の令旨を発したとき、長清は京で平知盛に仕えていた。長清は母の病気を理由に帰国を願い出ていたが、なかなか許されず、高橋盛綱の助言を得て同年8月上旬、ようやく京を離れた。同月17日には源頼朝が挙兵しており、長清は京から戻るとまず頼朝のもとに参じた。また同じく知盛の被官であった橘公長らを鎌倉御家人に引き入れる仲介を担った。同年12月の大倉御所新造の儀式に供奉している。
治承・寿永の乱において戦功を重ねた。養和元年（1181年）2月1日に頼朝の仲介で有力御家人であった上総広常の娘を妻としている。なお、2年後に広常は頼朝に誅殺されるが（のち、無罪であったことが判明する）、長清夫妻は連座することなく罪に問われず、長清の妻が父・広常の所領の一部を継承している。寿永2年（1183年）、信濃国伴野荘の地頭に任じられたと推測されている。
同年7月、平氏に勝利した源義仲の軍勢は京に入るが、やがて後白河法皇と対立した。法皇の要請を受け頼朝が派遣した義仲追討軍に長清ら甲斐源氏も加わっている。
寿永3年（1184年）1月、義仲を討った後、長清を含む頼朝方の軍勢は、同月29日に平氏追討のため西国に向けて出発した。長清は「源範頼に『相伴う人々』」として、諸将とともに名が挙げられている（『平家物語』）。同年2月、一ノ谷合戦で平氏に打撃を与えた源氏軍のうち、一旦鎌倉に戻った範頼らは、再び平家追討のため西国に赴くことになり、長清もこれに従った。
文治元年（1185年）、父の遠光は源頼朝の推挙で信濃守に任じられ、のちに長清も信濃守に補任された。
建久4年（1193年）の富士の巻狩りに参加し、曾我五郎に対する尋問に加わっている。同5年（1194年）、頼朝が東大寺再建の木材調達と造像を御家人に賦課した際には多聞天を担当している。
頼朝没後、子の長経が二代将軍源頼家の近習であった事から、建仁3年（1203年）9月の比企能員の変に連座して処罰されたため、一時小笠原氏は低迷したが、姉妹である大弐局は二代将軍源頼家・三代将軍源実朝の養育係を務めて小笠原氏の鎌倉での地位を維持しており、嫡男の時長は次期将軍三寅の鎌倉下向の随兵を務めて鎌倉での活動が見られる。
建保4年（1216年）には頼朝の菩提供養の御願寺の建立を実朝に申請し、許可を得ている。
承久元年（1219年）1月、将軍・実朝が殺され、同3年（1221年）5月15日、後鳥羽上皇は北条義時追討の宣旨を諸国に下した（承久の乱）。長清は武田信光とともに同月25日に鎌倉を発った、東山道軍の大将軍に任命された。同年6月5日、東山道軍は大井戸の渡し（現・可児市）にて京方を破り、東海道軍と合流し、同月15日入京した。
幕府は京方の公卿の乱の中心人物を、有力御家人に預け鎌倉に護送させている。同年7月、長清は、源有雅を甲斐国稲積荘の小瀬村（現・甲府市）まで連行し、ここで斬首している。有雅は北条政子に赦免願いを出していたものの、処刑直後に赦免の知らせが届いたため、『吾妻鏡』は長清の対応を非難している。
乱後、恩賞として阿波国守護となっている（『尊卑分脈』）。以後、鎌倉時代を通じて小笠原氏は同職の地位にあった。
仁治3年（1242年）7月15日、信濃にて81歳で死去した。

## 小笠原姓について
『吾妻鏡』において長清が小笠原を名乗るのは元暦元年（1184年）以降で、建久6年（1195年）までは加賀美と小笠原の名乗りが混在している。なお、巨摩郡の小笠原という地名は現在の山梨県内に2か所知られ、長清が領した小笠原は今の南アルプス市小笠原にあった原小笠原荘と今の北杜市明野町小笠原にあった山小笠原荘のどちらにあたるかで研究者の間で論争になったが、古文書の研究から前者が正しいとされている。

## 人物
『吾妻鏡』に拠れば、長清は弓馬の術に優れ、建久4年（1193年）3月21日に鎌倉の鶴岡八幡宮にへ奉納された流鏑馬においては22人の射手が選ばれているが、この時に長清は武田信光とともに射手を務めたという。
長清は、武田信光・海野幸氏・望月重隆と並んで「弓馬の四天王」と称されて、その技術や知識の集成および体系化に努めた。

## 画像集

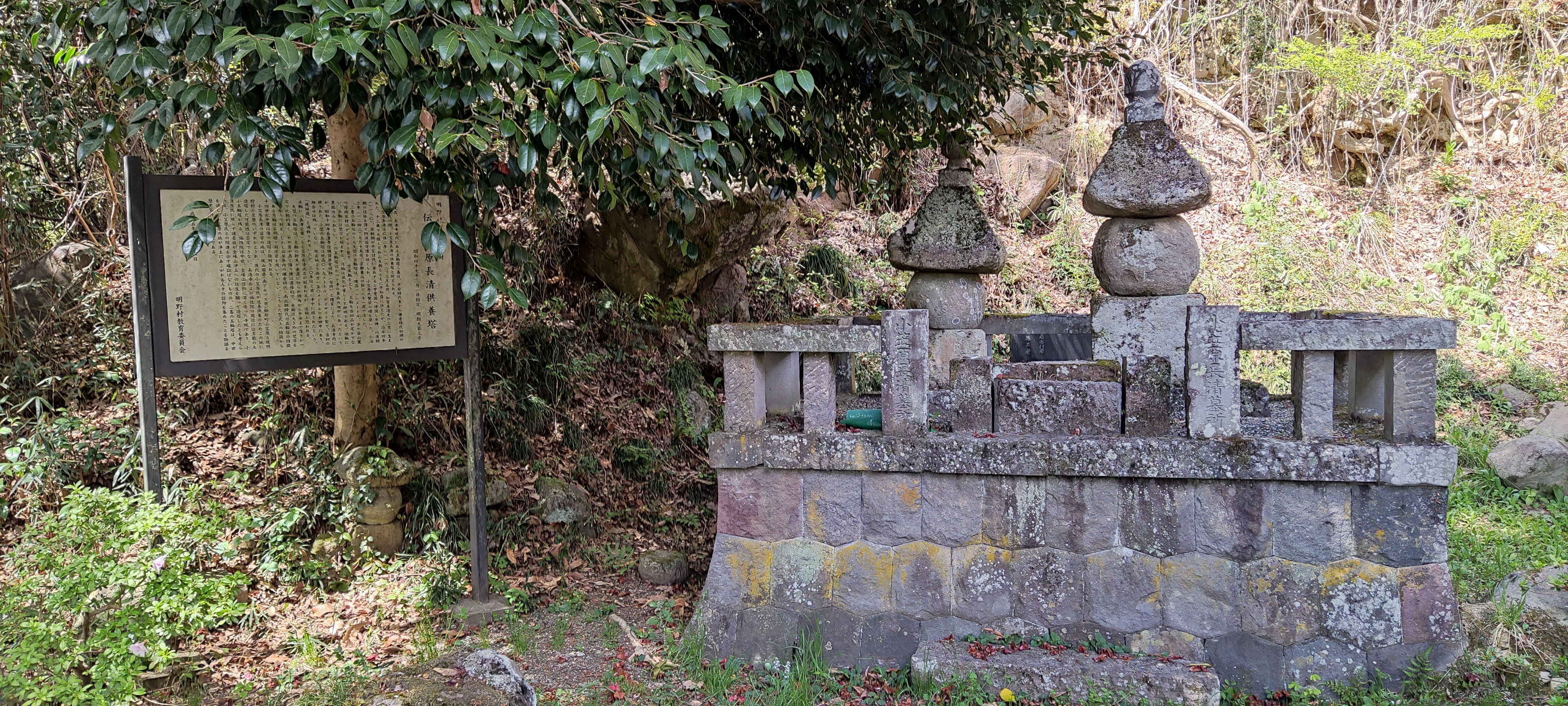
伝小笠原長清供養塔（北社市）（山梨県北社市明野町上手2409）
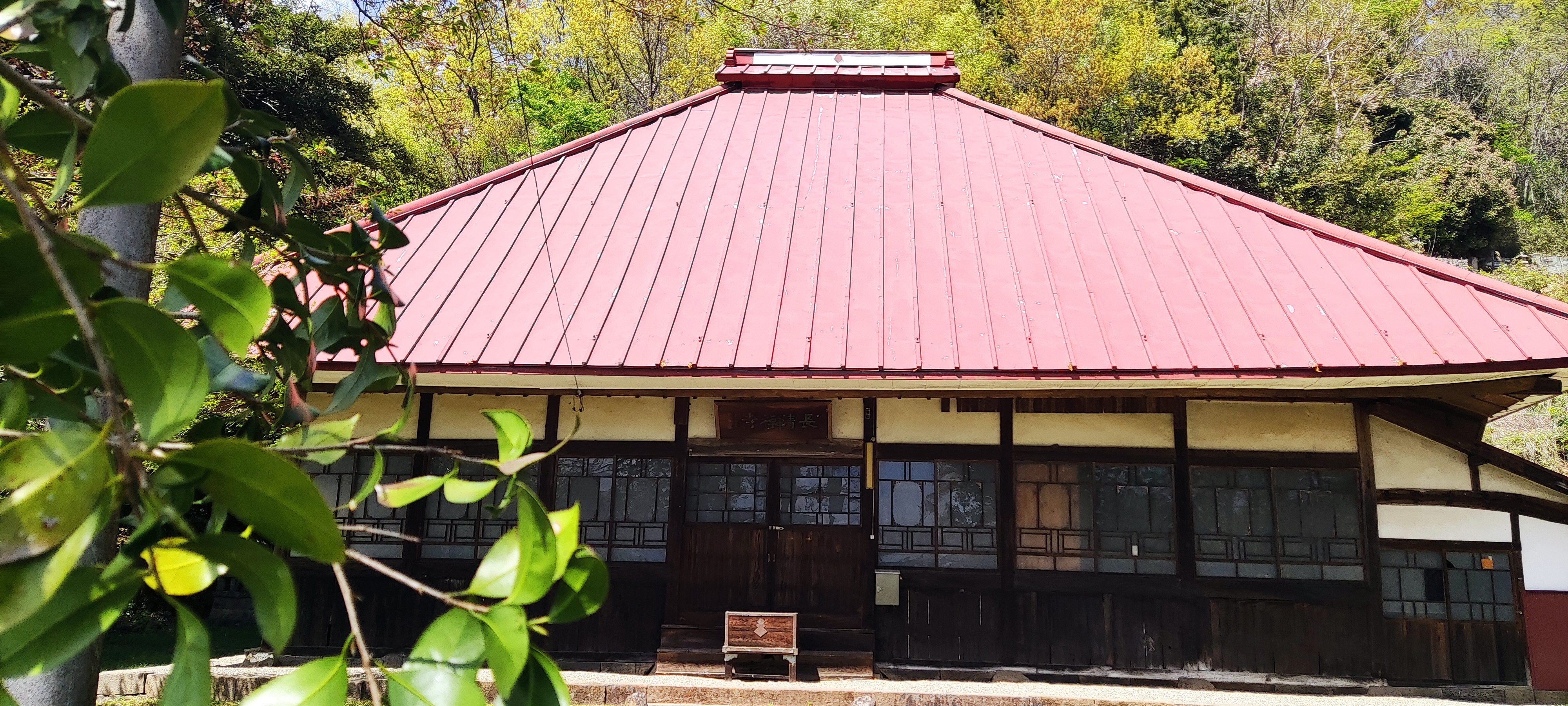
長清禅寺（北杜市）（山梨県北社市明野町小笠原1212）

## 横川景三作 故阿州太守小笠原源公長清居士方墳銘幷序
故阿州太守小笠原源公長清居士方墳銘幷序（『小補東遊続集』）
```
小笠原源公長清者、乃
清和帝
第十一世孫也、
源頼義
生三子、其一名
新羅三郎
、々々五世而至長清、小笠原氏自長清始、今之丸毛兵庫公長照者、又長清第十一世孫也、華胄遙々、光于家譜、著于國史、長清、為人魁偉、武略最長、成績可観也、加之、帰心仏乘、建寺造像、其意深矣、
元暦
初、大将軍
源頼朝
、奉詔討平氏賊、長清従頼朝有功、天子嘉之、源氏六人、同日行賞、長清擢為阿波太守、食虛邑若干戸、真食若干戸、国人栄之、
建久
六年、
南京
東大寺
大像成、四天像未成、長清捨家財、造持国像、在洛之東山清水坂、畢功、俗呼其地曰四天十字、々々者小巷也、盖此巷造持国之謂也、長清收其餘材、創仏宇於其側、扁曰長清、取自名也、殿安
釈迦
・
文殊
・
普賢
、左右又置二小殿、安
観音
・
地蔵
、長清在日常、々過此、以為燕息之処、臨終告諸子曰、我死必被堅執鋭、以葬此地、各奉遺命、作石棺盛屍、瘞観音殿之下、自尓以降、二百餘歲、四事之供、無日不給、具躰古伽藍也、眷夫長清護法之誠、動天地焉、感鬼神焉之所使然也耶、
応仁
戊子八月一日、毀于兵火、蕩無一瓦、數乎横乎、何臻茲哉、時長照従軍都下、見之不忍、至則石棺存耳、灰燼中拾遺骨帰、遂三分其骨、蔵之一塔、濃州多芸庄、有寺日
荘福
、々々有軒曰長恵、実家廟也、長照安塔於此、追薦冥福、香燈之勤孜々也、於是乎、長照歔欷感発、以血続淚、誓曰、国家喪乱、朝不慮夕、何日而定、長清有知、々我願乎、一分以還洛之長清、復其寺、一分以贈信之開善、立其祠、而一分以蔵之家廟、遺之子孫、使其知有所矜式也、其如斯則我願足矣、烏虖哀哉、後二年庚寅、荘福住持柏舟趙公具状来索
余
塔銘、以長照命也、夫孝也者人之大本也、雖我佛祖之道、孝是為先、余竊観今之世、々衰俗薄、大者溺乎大貨、小者焚乎小利、一旦瞑目牖下、紛爭豪奪甚至、執為子弟、孰為仇讎、父子之間、猶不盡孝、況於其祖乎、今長照去長清也遠矣、而敬之如敬考妣、事之又如事考妣、孝孰大於焉、胡為与今之世相反如此耶哉、昔眉山
蘇太史
作
韓文公
廟碑、有謂曰、公之神在天下者、如水之在地中、無所往而不在也、由是観之、長清之神、在天下者、不可得而測也、遣風餘烈、永々無窮、裕于其家、食于其廟、不啻止于濃之洛之信之三処而已焉、抑今日之哀、他日之栄也、按我佛二月十五日、唱滅鶴林、火浴後得佛骨八斛四斗、大臣優波吉、一与龍王、一与八王、各作七宝塔供養、
涅槃経
曰、一切衆生、悉有仏性、然則長清必甘蔗王之餘裔欤、長照必優波吉之再生欤、今年二月十五日作銘、銘曰、
 夫円覚性、如水有源、流長以清、激漫四坤、惟阿波守、承清和孫、従頼朝軍、討平氏冤、鐘鼎武功、金湯法門、造持國像、配遮那会、綽之餘裕、創布金園、誦経念佛、香火旦昏、被甲以葬、凛乎遺言、遇戊子乱、兵火所屯、盗発其墓、石槨猶存、我武庫公、知孝之元、手拾白骨、泣淚痕々、分為三分、安所居墓軒、作新一塔、光輝九原、升平有待、何不安魂、洒掃先塊、報答深恩、于信于洛、于濃東藩、千秋万歲、覆蔭后昆、書年月日、以充蘋蘩、
 龍集
文明
二年二月仏涅槃日
```